# Ferro-leakeite
La ferro-leakeite è un minerale ipotetico, un anfibolo appartenente al sottogruppo degli anfiboli di sodio.
I minerali ipotetici sono nomi assegnati dall'IMA ai termini di una serie non ancora trovati in natura oppure a sostanze artificiali per cui si presume anche l'esistenza in natura. Nel caso specifico, in seguito alla revisione della nomenclatura degli anfiboli del 2012 (IMA 2012) è cambiata la definizione del minerale ma non è ancora stato trovato in natura.